# Велоспорт на літніх Олімпійських іграх 2020 — групова шосейна гонка (чоловіки)
Групова шосейна гонка серед чоловіків на Літніх Олімпійських іграх 2020 року відбулася 24 липня 2021 року на трасі, що починається в парку Мусасіноморі і закінчується на автодромі Фудзі в Токіо. Очікується, що в змаганнях візьмуть участь 130 спортсменів з 57 країн.

## Передумови
Це буде 21-ша поява цієї дисципліни на Олімпійських іграх. Вперше її провели 1896 року, а потім на всіх літніх Олімпійських іграх починаючи з 1936 року. Вона замінила гонку з роздільним стартом, яку проводили з 1912 по 1932 рік. Гонку з роздільним стартом знову ввели 1996 року на додачу до групової шосейної гонки.

## Кваліфікація
Національний олімпійський комітет (НОК) може надіслати для участі в груповій гонці щонайбільше 5  велосипедистів. Всі квоти отримує НОК, який сам вибирає велосипедистів, що беруть участь у змаганнях. Загалом для участі в гонці було виділено 130 квот. З них 122 розподілено відповідно до світового рейтингу UCI за країнами. Очки для цього рейтингу розігрували під час елітних змагань та змагань до 23 років у сезоні 2019 року (від 22 жовтня 2018 року до 22 жовтня 2019 року). Шість країн із найвищим рейтингом одержали  максимальні 5 квот: Бельгія, Італія, Нідерланди, Франція, Колумбія та Іспанія. Країни, що посіли з 7-го по 13-те місця, одержали по 4 квоти, з 14-го по 21-ше - по 3, з 22-го по 32-ге - по 2 і з 33-го по 50-те - по 1 квоті. Спеціальне правило надавало можливість особам, що входять до топ-200, але чия країна не входила до топ-50, одержати квоти (які замінили б країни з найнижчим рейтингом), але ця умова не стосувалась жодного спортсмена. Ще 6 квот розподілено в рамках чемпіонатів Африки, Азії та Панамерики 2019 року; квоти одержали по дві країни на кожному чемпіонаті, чиї велогонщики посіли найвищі місця, але права на таку квоту не мали країни, у яких вже була принаймні одна квота. Останні 2 квоти були зарезервовані для країни-господарки; якби країна-господарка вже здобула одну чи дві квоти через інші змагання, то їх було б перерозподілено відповідно до світового рейтингу UCI за країнами. На ці змагання Японія вже заробила 1 квоту, тому отримала тільки 1 квоту як країна господарка, а другу перерозподілено Гонконгові, що посів 51-ше місце в світовому рейтингу. Оскільки кваліфікація завершилась до 22 жовтня 2019 року, то пандемія COVID-19 на неї не вплинула.

## Формат змагань і траса
Гропова шосейна гонка - одноденна гонка, що розпочинається з мас-старту. Траси для чоловічих і жіночих групових шосейних гонок оголошено в серпні 2018 року. Гонки стартують в Парку Мусасіноморі в Тьофу, на заході Токіо, а фінішують на автодромі Автодромі Фудзі у префектурі Сідзуока. Чоловіча шосейна гонка завдовжки 234 кілометра із загальною висотою підняття 4865 метрів.
Перша частина чоловічої та жіночої гонок ідентична. Спочатку траса пройде переважно рівнинними околицями столичного району Токіо. Через 80 кілометрів буде довгий підйом по дорозі Доуші із загальною висотою підняття 1000 метрів. Після досягнення озера Яманакако у Яманасі і подолання перевалу Кагосака буде швидкий спуск завдовжки 15 кілометрів. Від цієї точки траси для чоловіків і жінок різняться.
Після спуску чоловіча гонка попрямує до піжніжжя гори Фудзі, де підніматиметься вгору впродовж 14,3 кілометра із середнім ухилом 6,0%. Потім гонщики попрямують на ділянку Автодорому Фудзі, де двічі перетнуть фінішну лінію, а потім розпочнуть останню частину гонки, під час якої перетнуть пік перевалу Мікуні. Довжина цього підйому становить 6,8 кілометра, а його висота - 1159 метрів із середнім ухилом 10,2%, а на деяких ділянках до 20%. Після підйому гонка повернеться до озера Яманакако і перевалу Кагосака, а потім фінішує на Автодромі Фудзі.

## Розклад
Змагання в цій дисципліні відбуваються впродовж одного дня.
| З | Попередні заїзди | ЧФ | Чвертьфінали | ПФ | Півфінали | Ф | Фінали |

| Дисципліна↓/Дата →       | 24 лип | 25 лип | 26 лип | 27 лип | 28 лип | 29 лип | 30 лип | 30 лип | 31 лип | 1 сер |
| ------------------------ | ------ | ------ | ------ | ------ | ------ | ------ | ------ | ------ | ------ | ----- |
| Групова шосейна гонка    |        |        |        |        |        |        |        |        |        |       |
| Шосейна гонка (чоловіки) | Ф      |        |        |        |        |        |        |        |        |       |

## Результати
| Місце | Велогонщик                    | Країна                           | Час     |
| ----- | ----------------------------- | -------------------------------- | ------- |
| 1     | Річард Карапас                | Еквадор (ECU)                    | 6:05:26 |
| 2     | Ваут ван Ерт                  | Бельгія (BEL)                    | 6:06.33 |
| 3     | Тадей Погачар                 | Словенія (SLO)                   | 6:06:33 |
| 4     | Бауке Моллема                 | Нідерланди (NED)                 | 6:06.33 |
| 5     | Майкл Вудс                    | Канада (CAN)                     | 6:06.33 |
| 6     | Brandon McNulty               | США (USA)                        | 6:06.33 |
| 7     | Давід Году                    | Франція (FRA)                    | 6:06:33 |
| 8     | Рігоберто Уран                | Колумбія (COL)                   | 6:06:33 |
| 9     | Адам Єйтс                     | Велика Британія (GBR)            | 6:06:33 |
| 10    | Максіміліан Шахманн           | Німеччина (GER)                  | 6:06:33 |
| 11    | Міхал Квятковський            | Польща (POL)                     | 6:07.01 |
| 12    | Якоб Фульсанг                 | Данія (DEN)                      | 6:08:09 |
| 13    | Жуан Алмейда                  | Португалія (POR)                 | 6:09:04 |
| 14    | Альберто Беттіоль             | Італія (ITA)                     | 6:09:04 |
| 15    | Ділан ван Барле               | Нідерланди (NED)                 | 6:09:04 |
| 16    | Ден Мартін                    | Ірландія (IRL)                   | 6:09:04 |
| 17    | Саймон Єйтс                   | Велика Британія (GBR)            | 6:09:04 |
| 18    | Патрік Конрад                 | Австрія (AUT)                    | 6:09:04 |
| 19    | Рафал Майка                   | Польща (POL)                     | 6:09:06 |
| 20    | Джанні Москон                 | Італія (ITA)                     | 6:09:04 |
| 21    | Луценко Олексій Олександрович | Казахстан (KAZ)                  | 6:11:46 |
| 22    | Томс Скуїньш                  | Латвія (LAT)                     | 6:11:46 |
| 23    | Горка Ісагірре                | Іспанія (ESP)                    | 6:11:46 |
| 24    | Даміано Карузо                | Італія (ITA)                     | 6:11:46 |
| 25    | Marc Hirschi                  | Швейцарія (SUI)                  | 6:11:46 |
| 26    | Джордж Беннетт                | Нова Зеландія (NZL)              | 6:11:46 |
| 27    | Гійом Мартен                  | Франція (FRA)                    | 6:11:46 |
| 28    | Прімож Рогліч                 | Словенія (SLO)                   | 6:11:46 |
| 29    | Емануель Бухманн              | Німеччина (GER)                  | 6:11:46 |
| 30    | Германн Пернштайнер           | Австрія (AUT)                    | 6:13:17 |
| 31    | Міхаель Шер                   | Швейцарія (SUI)                  | 6:13:17 |
| 32    | Павло Сіваков                 | Олімпійський комітет Росії (ROC) | 6:13:17 |
| 33    | Крістс Нейландс               | Латвія (LAT)                     | 6:15:38 |
| 34    | Маркус Гоельґор               | Норвегія (NOR)                   | 6:15:38 |
| 35    | Юкія Арасіро                  | Японія (JPN)                     | 6:15:38 |
| 36    | Міхаель Кукрле                | Чехія (CZE)                      | 6:15:38 |
| 37    | Kevin Geniets                 | Люксембург (LUX)                 | 6:15:38 |
| 38    | Кенні Еліссонд                | Франція (FRA)                    | 6:15:38 |
| 39    | Едер Фрайре                   | Мексика (MEX)                    | 6:15:38 |
| 40    | Штефан Кюнг                   | Швейцарія (SUI)                  | 6:15:38 |
| 41    | Nelson Oliveira               | Португалія (POR)                 | 6:15:38 |
| 42    | Алехандро Валверде            | Іспанія (ESP)                    | 6:15:38 |
| 43    | Ян Поланц                     | Словенія (SLO)                   | 6:15:38 |
| 44    | Том Дюмулен                   | Нідерланди (NED)                 | 6:15:38 |
| 45    | Естебан Чавес                 | Колумбія (COL)                   | 6:15:38 |
| 46    | Танел Кангерт                 | Естонія (EST)                    | 6:15:38 |
| 47    | Хонатан Нарваес               | Еквадор (ECU)                    | 6:15:38 |
| 48    | Річі Порт                     | Австралія (AUS)                  | 6:15:38 |
| 49    | Ремко Евенепул                | Бельгія (BEL)                    | 6:15:38 |
| 50    | Amanuel Ghebreigzabhier       | Еритрея (ERI)                    | 6:15:38 |
| 51    | Вілко Келдерман               | Нідерланди (NED)                 | 6:15:38 |
| 52    | Стефан де Бод                 | ПАР (RSA)                        | 6:16:53 |
| 53    | Вінченцо Нібалі               | Італія (ITA)                     | 6:16:53 |
| 54    | Нікіас Арндт                  | Німеччина (GER)                  | 6:16:53 |
| 55    | Merhawi Kudus                 | Еритрея (ERI)                    | 6:16:53 |
| 56    | Будяк Анатолій Володимирович  | Україна (UKR)                    | 6:16:53 |
| 57    | Бенуа Коснефрой               | Франція (FRA)                    | 6:16:53 |
| 58    | Тіш Бенот                     | Бельгія (BEL)                    | 6:16:53 |
| 59    | Олександр Власов              | Олімпійський комітет Росії (ROC) | 6:16:53 |
| 60    | Джуліо Чикконе                | Італія (ITA)                     | 6:16:53 |
| 61    | Тобіас Фосс                   | Норвегія (NOR)                   | 6:16:53 |
| 62    | Хесус Еррада                  | Іспанія (ESP)                    | 6:16:53 |
| 63    | Поліхроніс Цорцакіс           | Греція (GRE)                     | 6:21:46 |
| 64    | Мураджан Халмуратов           | Узбекистан (UZB)                 | 6:21:46 |
| 65    | Гійом Буавен                  | Канада (CAN)                     | 6:21:46 |

| Місце | Cyclist                     | Nation                           | Time    |
| ----- | --------------------------- | -------------------------------- | ------- |
| 66    | Олександр Рябушенко         | Білорусь (BLR)                   | 6:21:46 |
| 67    | Ян Тратник                  | Словенія (SLO)                   | 6:21:46 |
| 68    | Андрей Амадор               | Коста-Рика (CRC)                 | 6:21:46 |
| 69    | Наїро Кінтана               | Колумбія (COL)                   | 6:21:46 |
| 70    | Ґреґор Мюльберґер           | Австрія (AUT)                    | 6:21:46 |
| 71    | Лукас Гемілтон              | Австралія (AUS)                  | 6:21:46 |
| 72    | Лук Дарбрідж                | Австралія (AUS)                  | 6:21:46 |
| 73    | Michel Ries                 | Люксембург (LUX)                 | 6:21:46 |
| 74    | Gino Mäder                  | Швейцарія (SUI)                  | 6:21:46 |
| 75    | Ніколас Роч                 | Ірландія (IRL)                   | 6:21:46 |
| 76    | Едді Дунбар                 | Ірландія (IRL)                   | 6:21:46 |
| 77    | Маурі Вансевенант           | Бельгія (BEL)                    | 6:21:46 |
| 78    | Міхаель Вальгрен            | Данія (DEN)                      | 6:21:46 |
| 79    | Йон Ісагірре                | Іспанія (ESP)                    | 6:21:46 |
| 80    | Лосон Креддок               | США (USA)                        | 6:21:46 |
| 81    | Серхіо Їгіта                | Колумбія (COL)                   | 6:21:46 |
| 82    | Тобіас Галланд Йоганннессен | Норвегія (NOR)                   | 6:25:12 |
| 83    | Андреас Лекнессунд          | Норвегія (NOR)                   | 6:25:12 |
| 84    | Маріюкі Масуда              | Японія (JPN)                     | 6:25:16 |
| 85    | Уго Уль                     | Канада (CAN)                     | 6:25:16 |
|       | Едуардо Сепульведа          | Аргентина (ARG)                  | DNF     |
|       | Вадим Пронський             | Казахстан (KAZ)                  | DNF     |
|       | Аттіла Вальтер              | Угорщина (HUN)                   | DNF     |
|       | Раян Ґіббонс                | ПАР (RSA)                        | DNF     |
|       | Ніколас Дламіні             | ПАР (RSA)                        | DNF     |
|       | Orluis Aular                | Венесуела (VEN)                  | DNF     |
|       | Ремі Каванья                | Франція (FRA)                    | DNF     |
|       | Юрай Саган                  | Словаччина (SVK)                 | DNF     |
|       | Джерейнт Томас              | Велика Британія (GBR)            | DNF     |
|       | Мацей Боднар                | Польща (POL)                     | DNF     |
|       | Грег ван Авермат            | Бельгія (BEL)                    | DNF     |
|       | Омар Фраїле                 | Іспанія (ESP)                    | DNF     |
|       | Tao Geoghegan Hart          | Велика Британія (GBR)            | DNF     |
|       | Йоері Гавік                 | Нідерланди (NED)                 | DNF     |
|       | Каспер Асґреен              | Данія (DEN)                      | DNF     |
|       | Крістофер Юуль-Єнсен        | Данія (DEN)                      | DNF     |
|       | Закарін Ільнур Азатович     | Олімпійський комітет Росії (ROC) | DNF     |
|       | Патрік Бевін                | Нова Зеландія (NZL)              | DNF     |
|       | Зденек Штибар               | Чехія (CZE)                      | DNF     |
|       | Лукаш Кубіш                 | Словаччина (SVK)                 | DNF     |
|       | Дмитро Груздьов             | Казахстан (KAZ)                  | DNF     |
|       | Peeter Pruus                | Естонія (EST)                    | DNF     |
|       | Аззадін Лагаб               | Алжир (ALG)                      | DNF     |
|       | Хамза Мансурі               | Алжир (ALG)                      | DNF     |
|       | Eduard-Michael Grosu        | Румунія (ROU)                    | DNF     |
|       | Evaldas Šiškevičius         | Литва (LTU)                      | DNF     |
|       | Christofer Jurado           | Панама (PAN)                     | DNF     |
|       | Мануель Родас               | Гватемала (GUA)                  | DNF     |
|       | Мойсе Мугіша                | Руанда (RWA)                     | DNF     |
|       | Трістан де Ланге            | Намібія (NAM)                    | DNF     |
|       | Feng Chun-kai               | Китайський Тайбей (TPE)          | DNF     |
|       | Онур Балкан                 | Туреччина (TUR)                  | DNF     |
|       | Ахмет Оркен                 | Туреччина (TUR)                  | DNF     |
|       | Josip Rumac                 | Хорватія (CRO)                   | DNF     |
|       | Поль Домон                  | Буркіна-Фасо (BUR)               | DNF     |
|       | Ван Жуйдун                  | Китай (CHN)                      | DNF     |
|       | Саїд Сафарзаде              | Іран (IRI)                       | DNF     |
|       | Mohcine El Kouraji          | Марокко (MAR)                    | DNF     |
|       | Choy Hiu Fung               | Гонконг (HKG)                    | DNF     |
|       | Ройнер Наварро              | Перу (PER)                       | DNF     |
|       | Ельчин Асадов               | Азербайджан (AZE)                | DNF     |
|       | Сімон Гешке                 | Німеччина (GER)                  | DNS     |
|       | Міхал Шлегель               | Чехія (CZE)                      | DNS     |